# Özcan Alper
Pour les articles homonymes, voir Alper.
Özcan Alper est un réalisateur et scénariste turc, né en 1975 à Hopa.

## Biographie
Né en 1975, Özcan Alper est un réalisateur et scénariste turc d'origine Hemshin. Après avoir étudié au lycée de Trabzon, il déménage à Istanbul en 1992 pour poursuivre ses études à la Faculté d'Ingénierie de l'Université d'Istanbul, spécialisé en physique. Plus tard, il rejoint la Faculté de Littérature de l'Université d'Istanbul, se concentrant sur l'Histoire des Sciences, et obtient son diplôme en 2003.
Dès 1996, Alper manifeste un intérêt marqué pour le cinéma et participe à des ateliers organisés par le Centre culturel de Mezopotamya et la Maison de la Culture Nâzım (aujourd'hui renommée Centre culturel Nâzım Hikmet). À partir de l'an 2000, il commence à travailler en tant qu'assistant réalisateur sous la supervision de la réalisatrice Yeşim Ustaoğlu.
Après avoir été assistant réalisateur pour le court-métrage "Toprak", il réalise son premier court-métrage en tant que réalisateur principal, "Momi". Alper réalise également le documentaire "Tokai City'de Melankoli ve Rapsodi" au Japon, suivi d'un autre documentaire intitulé "Bir Bilimadamıyla Zaman Enleminde Yolculuk".
En 2008, Özcan Alper présente son premier long métrage, "Sonbahar" (Automne en turc), qui remporte de nombreux prix pour ce débutant. Il enchaîne avec un autre film acclamé par la critique, "Gelecek Uzun Sürer" (Le Futur Dure Longtemps en anglais), qui remporte également d'importants prix.

## Filmographie

### Comme réalisateur
- 2006 : Saklı Yüzler
- 2007 : Autumn (en) (Sonbahar)
- 2011 : Le temps dure longtemps (Gelecek Uzun Sürer)
- 2013 : Rüzgarın Hatıraları
- 2022 : Le Festival des troubadours (Asiklar Bayrami)
- 2023 : Nuit Noire en Anatolie (Karanlık Gece) [3]

### Comme scénariste
- 2008 : Autumn (en) (Sonbahar)
- 2010 : Kars Öyküleri
- 2011 : Le temps dure longtemps (Gelecek Uzun Sürer)

## Récompenses et distinctions
- Festival international du film de Locarno 2008
  - Prix Art & Essai CICAE : Autumn (en) (Sonbahar)
- Festival Premiers Plans, Angers, 2009
  - Prix de la création musicale : Autumn (en) (Sonbahar)